# Final do Grand Prix de Patinação Artística no Gelo de 2006–07
A Final do Grand Prix de Patinação Artística no Gelo de 2006–07 foi a décima segunda edição da competição, um evento anual de patinação artística no gelo organizado pela União Internacional de Patinação (em inglês:  International Skating Union), e o evento final do Grand Prix de 2006–07. Os patinadores se qualificaram para essa competição através de outras seis competições: Trophée Éric Bompard, NHK Trophy, Cup of Russia, Cup of China, Skate America e Skate Canada International. A competição foi disputada entre os dias 14 de dezembro e 17 de dezembro de 2006, na cidade de São Petersburgo, Rússia.

## Eventos
- Individual masculino
- Individual feminino
- Duplas
- Dança no gelo

## Medalhistas
| Evento                        | Ouro                                       | Prata                                           | Bronze                                   |
| Individual masculino detalhes | Brian Joubert · França                     | Daisuke Takahashi · Japão                       | Nobunari Oda · Japão                     |
| Individual feminino detalhes  | Kim Yu-Na · Coreia do Sul                  | Mao Asada · Japão                               | Sarah Meier · Suíça                      |
| Duplas detalhes               | Shen Xue · Zhao Hongbo · China             | Aliona Savchenko · Robin Szolkowy · Alemanha    | Zhang Dan · Zhang Hao · China            |
| Dança no gelo detalhes        | Albena Denkova · Maxim Staviski · Bulgária | Marie-France Dubreuil · Patrice Lauzon · Canadá | Oksana Domnina · Maxim Shabalin · Rússia |

## Resultados

### Individual masculino
| Pos.              | Nome              | Nacionalidade  | Pontos | PC        | PL         |
| ----------------- | ----------------- | -------------- | ------ | --------- | ---------- |
| Medalha de ouro   | Brian Joubert     | França         | 233.46 | 80.75 (1) | 152.71 (1) |
| Medalha de prata  | Daisuke Takahashi | Japão          | 224.83 | 79.99 (2) | 144.84 (3) |
| Medalha de bronze | Nobunari Oda      | Japão          | 216.86 | 69.15 (4) | 147.71 (2) |
| 4                 | Alban Préaubert   | França         | 201.32 | 71.63 (3) | 129.69 (4) |
| WD                | Johnny Weir       | Estados Unidos | —      | 67.60 (5) | — (WD)     |
| WD                | Evan Lysacek      | Estados Unidos | —      | — (WD)    |            |

### Individual feminino
| Pos.              | Nome            | Nacionalidade | Pontos | PC        | PL         |
| ----------------- | --------------- | ------------- | ------ | --------- | ---------- |
| Medalha de ouro   | Kim Yuna        | Coreia do Sul | 184.20 | 65.06 (3) | 119.14 (1) |
| Medalha de prata  | Mao Asada       | Japão         | 172.52 | 69.34 (1) | 103.18 (4) |
| Medalha de bronze | Sarah Meier     | Suíça         | 170.28 | 59.46 (4) | 110.82 (2) |
| 4                 | Fumie Suguri    | Japão         | 158.78 | 55.14 (5) | 103.64 (3) |
| 5                 | Miki Ando       | Japão         | 157.32 | 67.52 (2) | 89.80 (6)  |
| 6                 | Júlia Sebestyén | Hungria       | 142.69 | 49.40 (6) | 93.29 (5)  |

### Duplas
| Pos.              | Nome                              | Nacionalidade  | Pontos | PC        | PL         |
| ----------------- | --------------------------------- | -------------- | ------ | --------- | ---------- |
| Medalha de ouro   | Shen Xue / Zhao Hongbo            | China          | 203.19 | 68.66 (1) | 134.53 (1) |
| Medalha de prata  | Aliona Savchenko / Robin Szolkowy | Alemanha       | 180.67 | 58.82 (4) | 121.85 (2) |
| Medalha de bronze | Zhang Dan / Zhang Hao             | China          | 175.93 | 64.18 (2) | 111.75 (4) |
| 4                 | Rena Inoue / John Baldwin         | Estados Unidos | 166.83 | 59.18 (3) | 107.65 (5) |
| 5                 | Valérie Marcoux / Craig Buntin    | Canadá         | 165.83 | 52.98 (6) | 112.85 (3) |
| 6                 | Maria Petrova / Alexei Tikhonov   | Rússia         | 154.59 | 56.52 (5) | 98.07 (6)  |

### Dança no gelo
| Pos.              | Nome                                    | Nacionalidade  | Pontos | DO        | DC         |
| ----------------- | --------------------------------------- | -------------- | ------ | --------- | ---------- |
| Medalha de ouro   | Albena Denkova / Maxim Staviski         | Bulgária       | 161.24 | 60.12 (2) | 101.12 (1) |
| Medalha de prata  | Marie-France Dubreuil / Patrice Lauzon  | Canadá         | 156.34 | 60.44 (1) | 95.90 (3)  |
| Medalha de bronze | Oksana Domnina / Maxim Shabalin         | Rússia         | 156.14 | 59.97 (3) | 96.17 (2)  |
| 4                 | Isabelle Delobel / Olivier Schoenfelder | França         | 149.00 | 57.28 (4) | 91.72 (4)  |
| 5                 | Jana Khokhlova / Sergei Novitski        | Rússia         | 141.34 | 53.31 (5) | 88.03 (5)  |
| 6                 | Melissa Gregory / Denis Petukhov        | Estados Unidos | 135.94 | 52.84 (6) | 83.10 (6)  |

## Quadro de medalhas
| Ordem | País          | Medalha de ouro | Medalha de prata | Medalha de bronze |    | Ordem por total |
| ----- | ------------- | --------------- | ---------------- | ----------------- | -- | --------------- |
| 1     | China         | 1               |                  | 1                 | 2  | 2               |
| 1     | Bulgária      | 1               |                  |                   | 1  | 3               |
| 1     | Coreia do Sul | 1               |                  |                   | 1  | 3               |
| 1     | França        | 1               |                  |                   | 1  | 3               |
| 5     | Japão         |                 | 2                | 1                 | 3  | 1               |
| 6     | Alemanha      |                 | 1                |                   | 1  | 3               |
| 6     | Canadá        |                 | 1                |                   | 1  | 3               |
| 8     | Rússia        |                 |                  | 1                 | 1  | 3               |
| 8     | Suíça         |                 |                  | 1                 | 1  | 3               |
| TOTAL | TOTAL         | 4               | 4                | 4                 | 12 | —               |